# Marie de Nassau-Dillenbourg
 (avril 2023).
Si vous disposez d'ouvrages ou d'articles de référence ou si vous connaissez des sites web de qualité traitant du thème abordé ici, merci de compléter l'article en donnant les références utiles à sa vérifiabilité et en les liant à la section « Notes et références ».
Marie de Nassau-Dillenbourg (1568-1625), est la fille du comte Jean VI de Nassau-Dillenbourg et de sa première épouse, Élisabeth de Leuchtenberg.

## Biographie
Maria épouse Jean Louis Ier de Nassau en 1588 et est la mère de:
- Marguerite de Nassau (1589-1660), épouse en 1606 le comte Adolphe von Bentheim-Tecklenburg (1577-1623), veuve, elle épouse en 1631 le baron Guillaume von Wanieczky (décédé en 1644)
- Anne Catherine de Nassau (1590-1622), en 1607 elle épouse le comte Simon VII de Lippe (1587-1627)
- Marie Madeleine de Nassau (1592-1654), en 1609 elle épouse le comte Guillaume Henri von Isemburg-Budingen (décédé en 1635)
- Jean Philippe de Nassau (1595-1599)
- Jean Louis II de Nassau, comte de Nassau-Wiesbaden, comte de Nassau-Idstein
- Julienne de Nassau (1593-1605)